# NGC 249
NGC 249 (другое обозначение — ESO 29-EN9) — эмиссионная туманность в созвездии Тукан. Туманность открыта в 1826 английским астрономом Джеймсом Данлопом во время его работы в Парраматте, Австралия. В 1835 году туманность наблюдал Джон Гершель из обсерватории на мысе Доброй Надежды.
Этот объект входит в число перечисленных в оригинальной редакции «Нового общего каталога».